# The Secret Policeman’s Ball
Der Secret Policeman’s Ball ist eine Veranstaltung zu Gunsten von Amnesty International, die erstmals 1976 stattfand. Wie bei den späteren von Bob Geldof veranstalteten Live Aid- und Live8-Konzerten treten auch beim Secret Policeman’s Ball alle Künstler ohne Gage auf. Der Erlös der Shows ging vollständig an Amnesty International.
Der Ball wurde in den Jahren 1976, 1977, 1979, 1981, 1987–89, 1991, 1997, 1998, 2001, 2006 und 2008 im Vereinigten Königreich oder in Irland veranstaltet. Der bislang letzte Ball fand 2012 in den USA statt.

## Hintergrund
Der Sinn der Veranstaltung sollte die Unterstützung von Kriegsgefangenen und politischen Häftlingen sein. Dazu passend: der Song I shall be released, der am Ende des Konzerts von Sting und allen anderen Musikern vorgetragen wurde.

## Musiker
Der Ball wurde immer wieder von hochkarätigen Popmusikern durch Auftritte unterstützt. Besonders öffentlichkeitswirksam war der gemeinsame Auftritt von Eric Clapton, Phil Collins, Sting, Donovan, Jeff Beck und Bob Geldof beim Ball 1981, der als The Secret Policeman’s Concert auf LP und CD veröffentlicht wurde.

## Komiker
Monty Python traten ebenfalls auf sowie der australische Komiker Barry Humphries als Dame Edna. Auch Rowan Atkinson (Mr. Bean) spielte 1979 auf der Bühne einen Sketch.